# Michał Sczaniecki

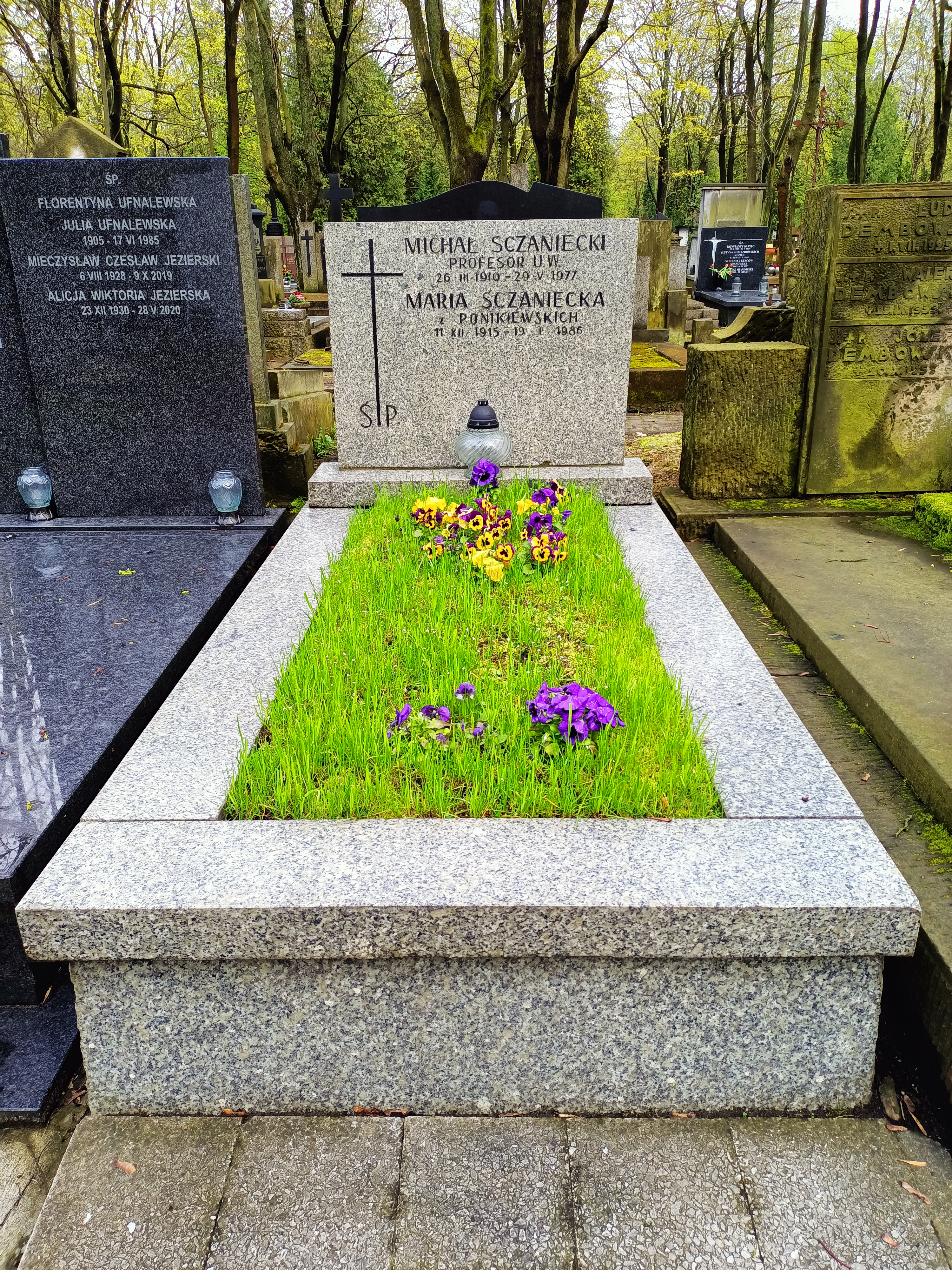
Grób Michała Sczanieckiego na cmentarzu Powązkowskim

Michał Sczaniecki (ur. 26 marca 1910 w Łaszczynie koło Rawicza, zm. 29 maja 1977 w Warszawie) – polski historyk państwa i prawa, szczególnie Polski i Francji. Profesor Uniwersytetu im. Adama Mickiewicza w Poznaniu od 1951 do 1965. Dyrektor Instytutu Zachodniego w Poznaniu od 1961 do 1964. Później profesor Uniwersytetu Warszawskiego.

## Życiorys
Pochodził z wielkopolskiej rodziny szlachecko-ziemiańskiej pieczętującej się herbem Ossoria. Był synem ziemianina i działacza społeczno-gospodarczego Władysława Sczanieckiego (1869–1942) oraz Jadwigi z Plucińskich (zm. 1965).
W 1927 ukończył Gimnazjum Marii Magdaleny w Poznaniu. W tym samym roku rozpoczął studia prawnicze na Uniwersytecie Poznańskim. Został przyjęty do korporacji akademickiej Coronia. Od 1930 kontynuował studia na Uniwersytecie Jagiellońskim. Był uczniem Zygmunta Wojciechowskiego. Pod jego kierunkiem w 1937 napisał i obronił rozprawę doktorską Nadania ziemi na rzecz rycerzy w Polsce do końca XIII wieku. W tym samym roku wyjechał do Francji, gdzie kontynuował studia pod kierunkiem jednego z czołowych autorytetów nauk historycznoprawnych, prof. Uniwersytetu Paryskiego, François Olivier-Martina.
W sierpniu 1932 zgłosił się do jednorocznej ochotniczej służby wojskowej. Przez pierwszych dziesięć miesięcy uczył się w Szkole Podchorążych Rezerwy Artylerii we Włodzimierzu Wołyńskim, a następnie odbył dwumiesięczną praktykę w 11 Dywizjonie Artylerii Konnej w Bydgoszczy. Na stopień podporucznika został mianowany ze starszeństwem z 1 stycznia 1935 i 112. lokatą w korpusie oficerów rezerwy artylerii.
Zmobilizowany do Wojska Polskiego we Francji wziął udział w kampanii francuskiej jako oficer obserwacyjny II dywizjonu 1 (101) Wileńskiego Pułku Artylerii Lekkiej. Odznaczony Krzyżem Walecznych i francuskim Croix de Guerre. Organizował polskie oddziały ochotnicze w Bretanii. Ranny na polu bitwy, dostał się do niewoli niemieckiej i do zakończenia wojny przebywał w oflagu niemieckim w Edelbach. Współorganizator konspiracyjnego Studium Prawa dla polskich oficerów afiliowanego przy Université de Captivité.
W 1946 powrócił do Poznania. Uzyskuje na Uniwersytecie Poznańskim habilitację, następnie w 1954 stanowisko profesora nadzwyczajnego, a w 1959 tytuł profesora zwyczajnego. W 1955 objął funkcję kierownika Katedry Powszechnej Historii Państwa i Prawa Uniwersytetu Poznańskiego. W 1965 przeniósł się na Uniwersytet Warszawski. Autor cenionego podręcznika dla studentów z zakresu powszechnej historii państwa i prawa. Współzałożyciel periodyku naukowego „Czasopismo Prawno-Historyczne”, którym kierował od 1953 do 1977. Doktor honoris causa Uniwersytetu w Grenoble.
Spoczywa na cmentarzu Powązkowskim w Warszawie (kwatera X, rząd 6, grób 20).
Jego starszym bratem był Józef Sczaniecki, oficer kawalerii. Jego żoną była Maria z Ponikiewskich, z którą miał dwie córki: Teresę i Monikę.

## Twórczość
- Nadania ziemi na rzecz rycerzy w Polsce do końca XIII wieku, Poznań 1938
- Zamek w Łagowie (wspólnie z Gwido Chmarzyńskim), Warszawa 1948
- Z dziejów polskości na Ziemi Lubuskiej, Poznań 1948
- Dzieje Ziemi Lubuskiej w wypisach (wspólnie z Władysławem Korczem), Warszawa 1960
- Powszechna historia państwa i prawa, Warszawa 1973 (kolejne wydania: 1975, 1979, 1980, 1985, 1987, 1994, 2001, 2002, 2003, 2022)
- Powszechna historia państwa i prawa (nowe wyd. w oprac. Katarzyny Sójki-Zielińskiej), Warszawa 1995 (kolejne wydania: 1997, 1998, 2000, 2007, 2008, 2009, 2016)